# Maquineta d'afaitar

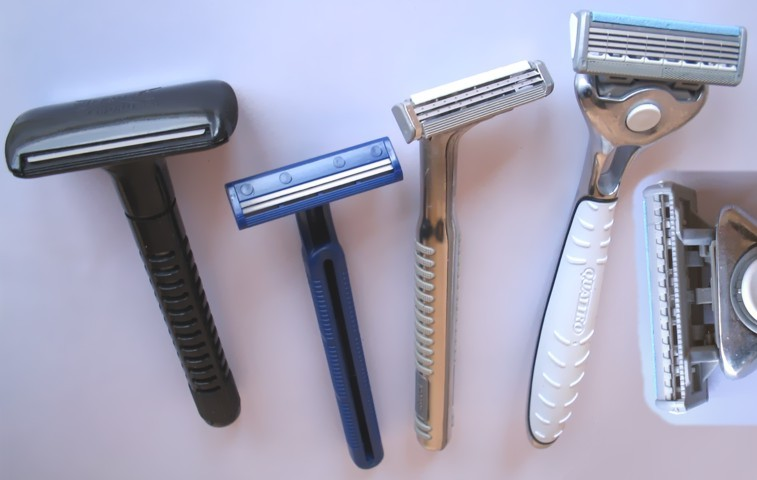
Alguns tipus de maquinetes de rasurar.

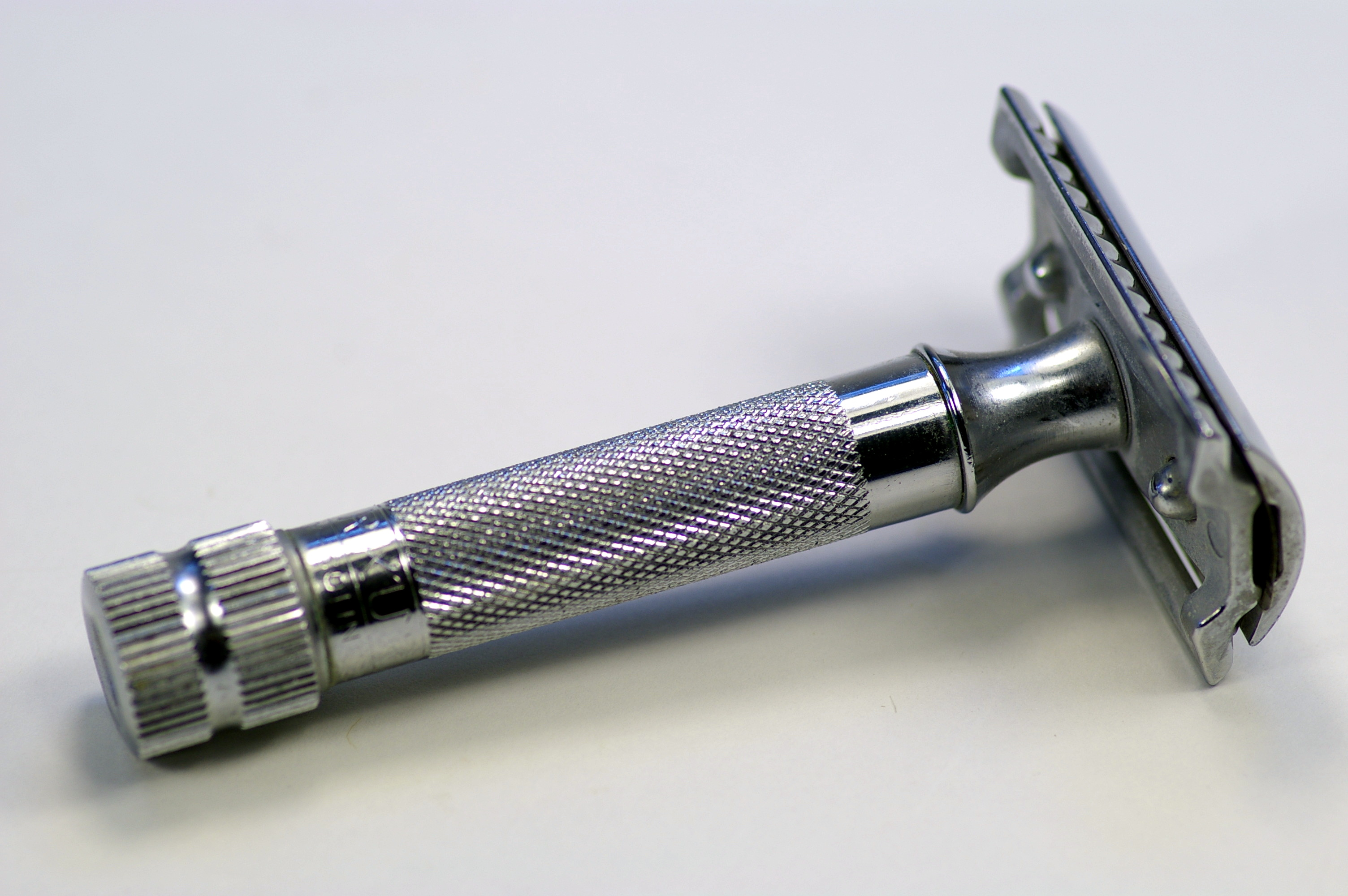
Típica maquineta d'una sola fulla.

Una maquineta de rasurar o simplement maquineta o encara raor/rasor és un instrument per a rasurar que protegeix la pell de l'exposició excessiva de la fulla eliminant la possibilitat de talls, com aquells que puguin ser causats per un gavinet de rasurar.

## Història

### Abans de la seva invenció

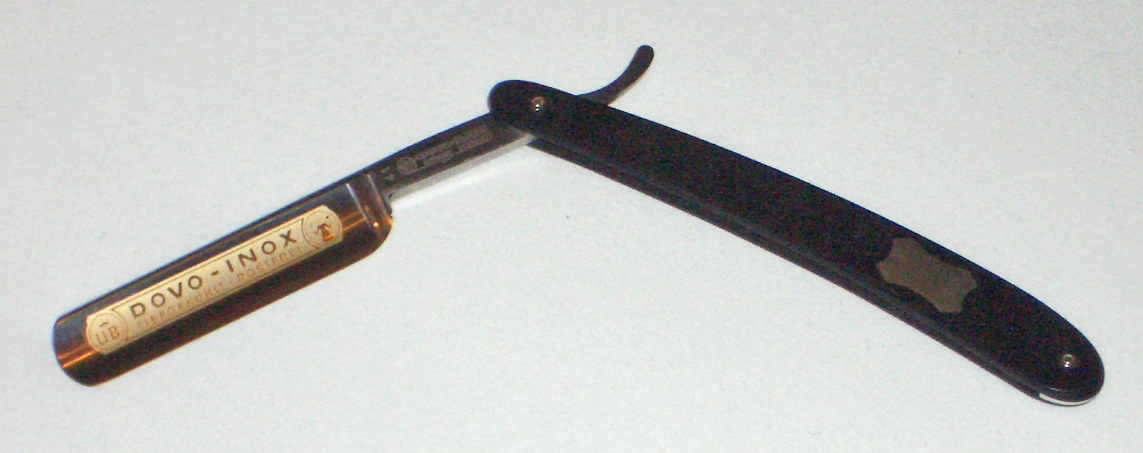
Ganivet de rasurar de fabricació moderna.

Abans que s'inventessin les maquinetes, els homes usaven els ganivets de rasurar o barbera. Aquests ganivets encara s'usen i fabriquen avui dia en diversos països, encara que no són molt populars, puix que el seu ús correcte requereix una mà destra i una més gran cura.

### King Camp Gillette

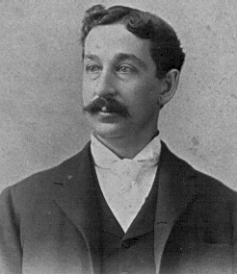
King Camp Gillette (1855-1932)

La primera maquineta d'afaitar que en veritat oferia seguretat i protecció durant l'afaitada va ser inventada pel nord-americà King Camp Gillette a finals del segle xix. King C. Gillete era un home viatger, que s'afaitava cada dia i posava en perill la seva cara quan s'afaitava en el trepidant lavabo d'un tren.

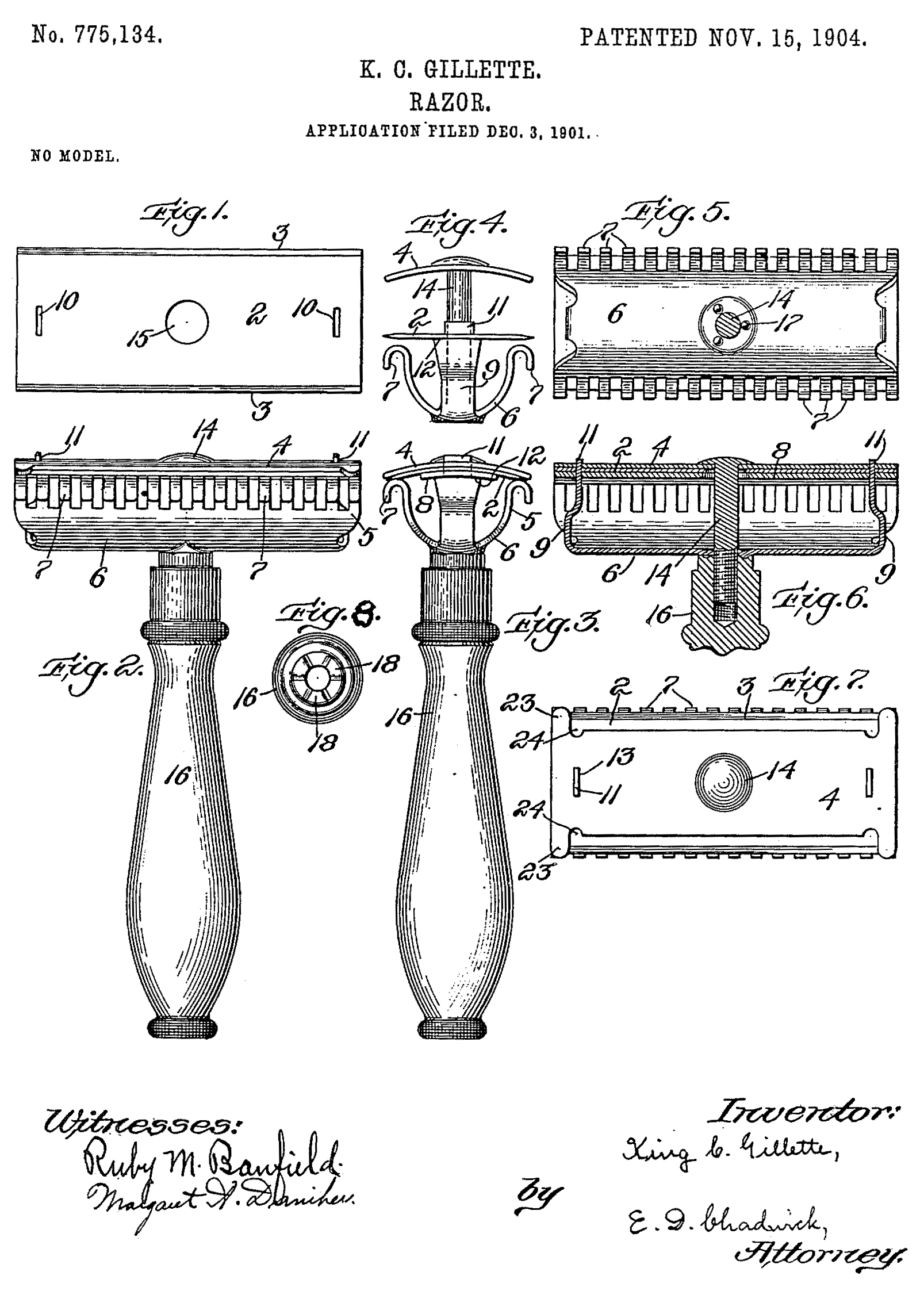
Dibuix de la patent de la maquineta.

Gillette, mentre treballava per a una empresa fabricant de taps d'ampolles, va tenir la idea de fabricar un producte que fos usat poques vegades i hagués de ser rebutjat. Les navalles d'afaitar de llavors eren cares i calia afilar-les de manera constant; una fulla d'afaitar que es rebutgés en perdre el tall es convertiria en una necessitat i un negoci, per tant, molt lucratiu.
Les maquinetes que proporcionaven protecció durant l'afaitada ja s'havien fabricat a mitjans del segle xix, però encara usaven una navalla forjada. La primera veritable maquineta d'afaitar la van inventar els germans Kampf el 1888. Aquesta maquineta es caracteritzava per protegir la fulla del contacte excessiu amb la pell. No obstant això, només usava una fulla que calia treure per a esmolar-la. Gillette va millorar aquests dissenys i va introduir la nova fulla d'afaitar, molt lucrativa.
Per vendre el seu producte, Gillette va fundar l'American Safety Razor Company el 28 de setembre de 1901, que va passar a ser Gillette Safety Razor Company el juliol de 1902. Aquestes antigues maquinetes d'afaitar usen una sola fulla, en contrast amb les maquinetes modernes multifulla.

### Primera Guerra Mundial
Durant la Primera Guerra Mundial, Gillette va contractar amb les Forces Armades dels Estats Units el subministrament de maquinetes i fulles de la marca Gillette a cada home allistat per anar a Europa. En acabar la guerra, prop de 3,5 milions de maquinetes i 32 milions de fulles d'afaitar van ser lliurades a militars joves, fent-los adoptar l'afaitada amb maquinetes Gillette.

### La introducció de l'acer inoxidable

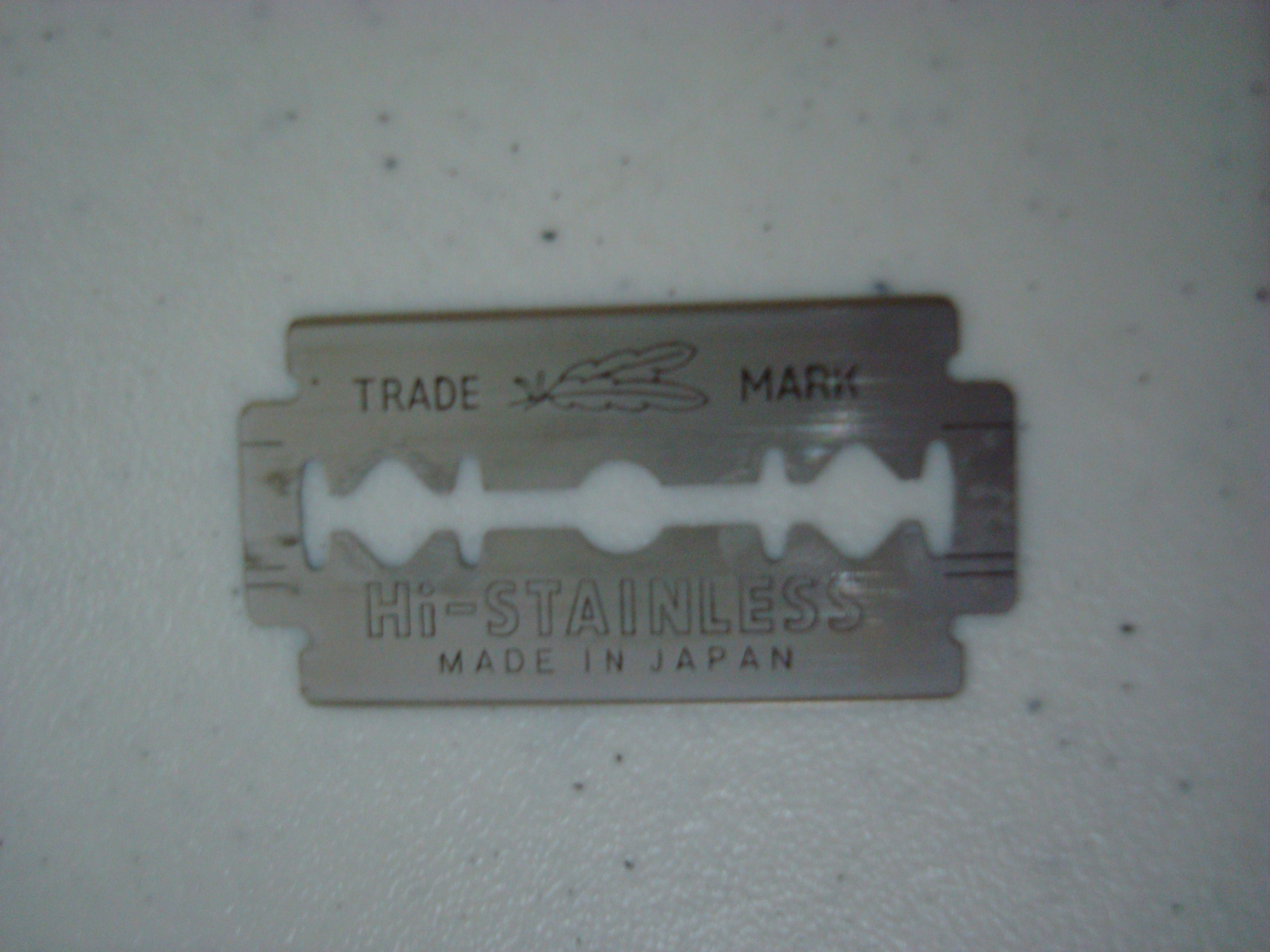
Fulla de doble tall i d'acer inoxidable feta al Japó.

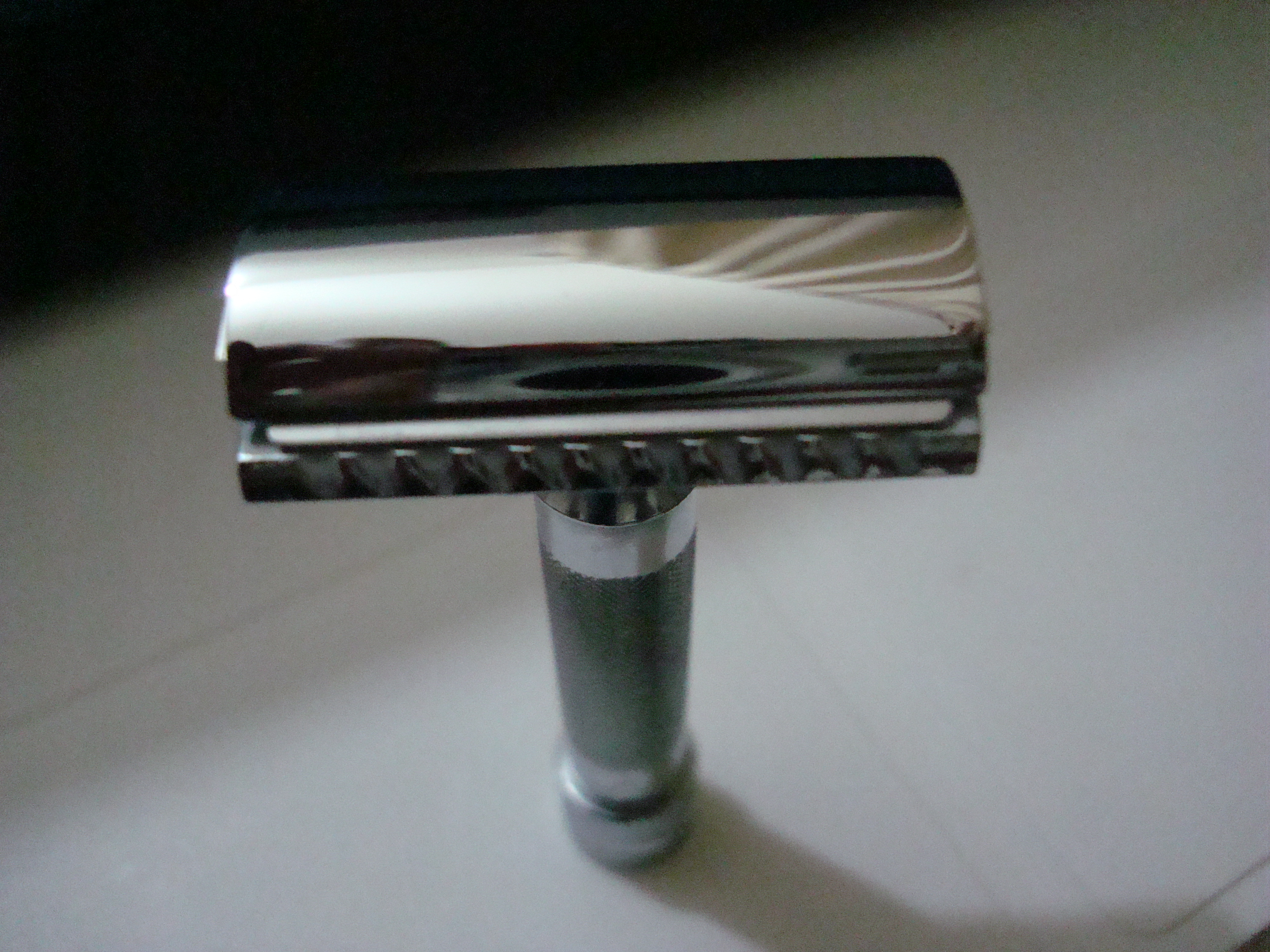
Maquineta Merkur 34C, carregada i a punt per a fer servir.

Gillette fabricà fulles d'acer al carboni fins a la dècada del 1960. Aquestes es rovellaven molt ràpidament i calia reemplaçar-les amb freqüència. El 1965, la companyia britànica Wilkinson Sword començà a vendre fulles d'acer inoxidable, les quals es podien utilitzar fins que perdien completament el tall. Amb això, Wilkinson Sword capturà ràpidament els mercats britànic i europeu, forçant Gillette a fabricar fulles d'acer inoxidable per a poder competir; avui en dia, gairebé totes les fulles de maquinetes són d'acer inoxidable.

## Tipus de maquinetes clàssiques

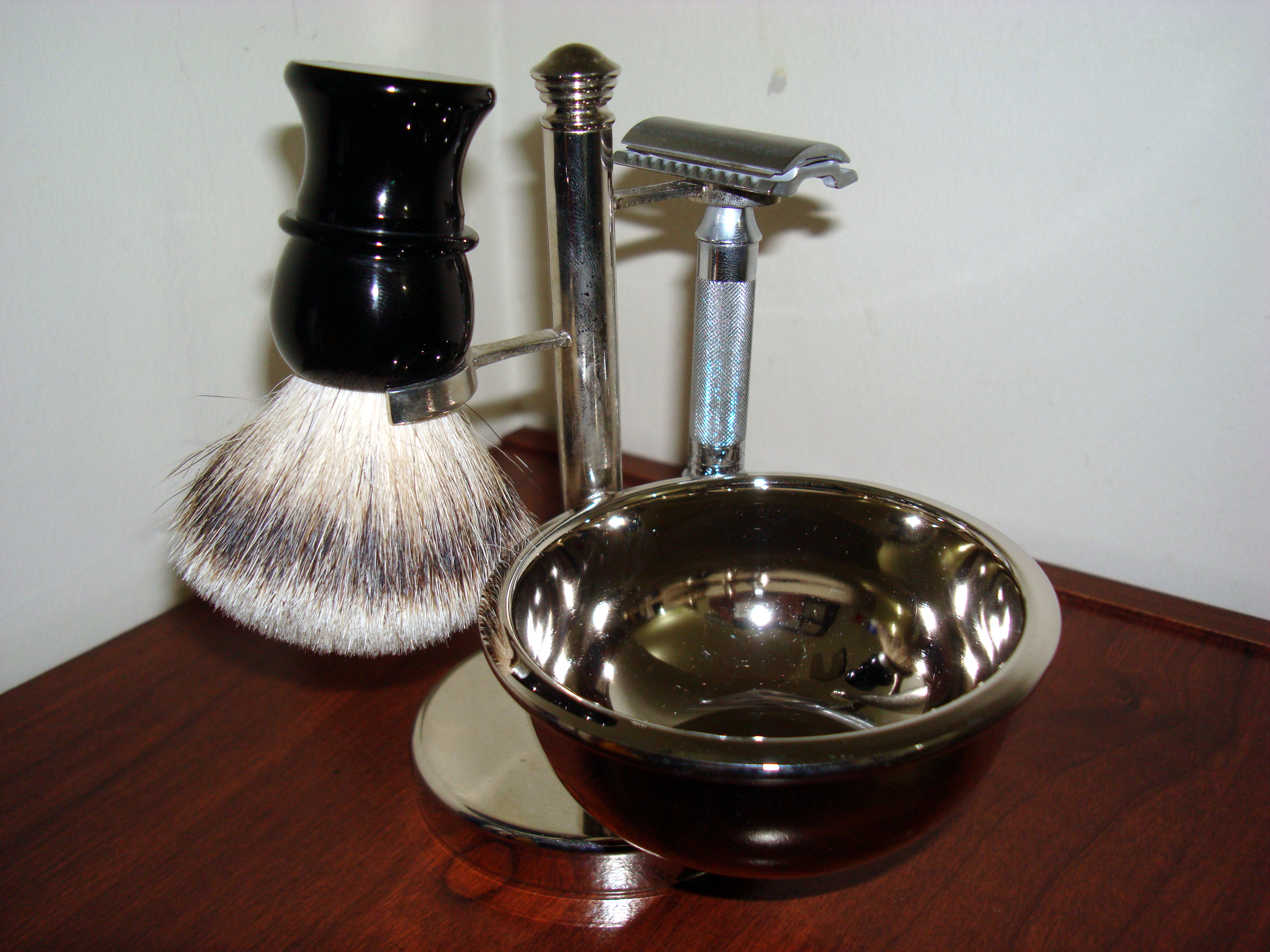
Joc tradicional per a afaitar amb brotxa, maquineta clàssica i un bol per a posar-hi un sabó o una crema especial per a preparar amb la brotxa.

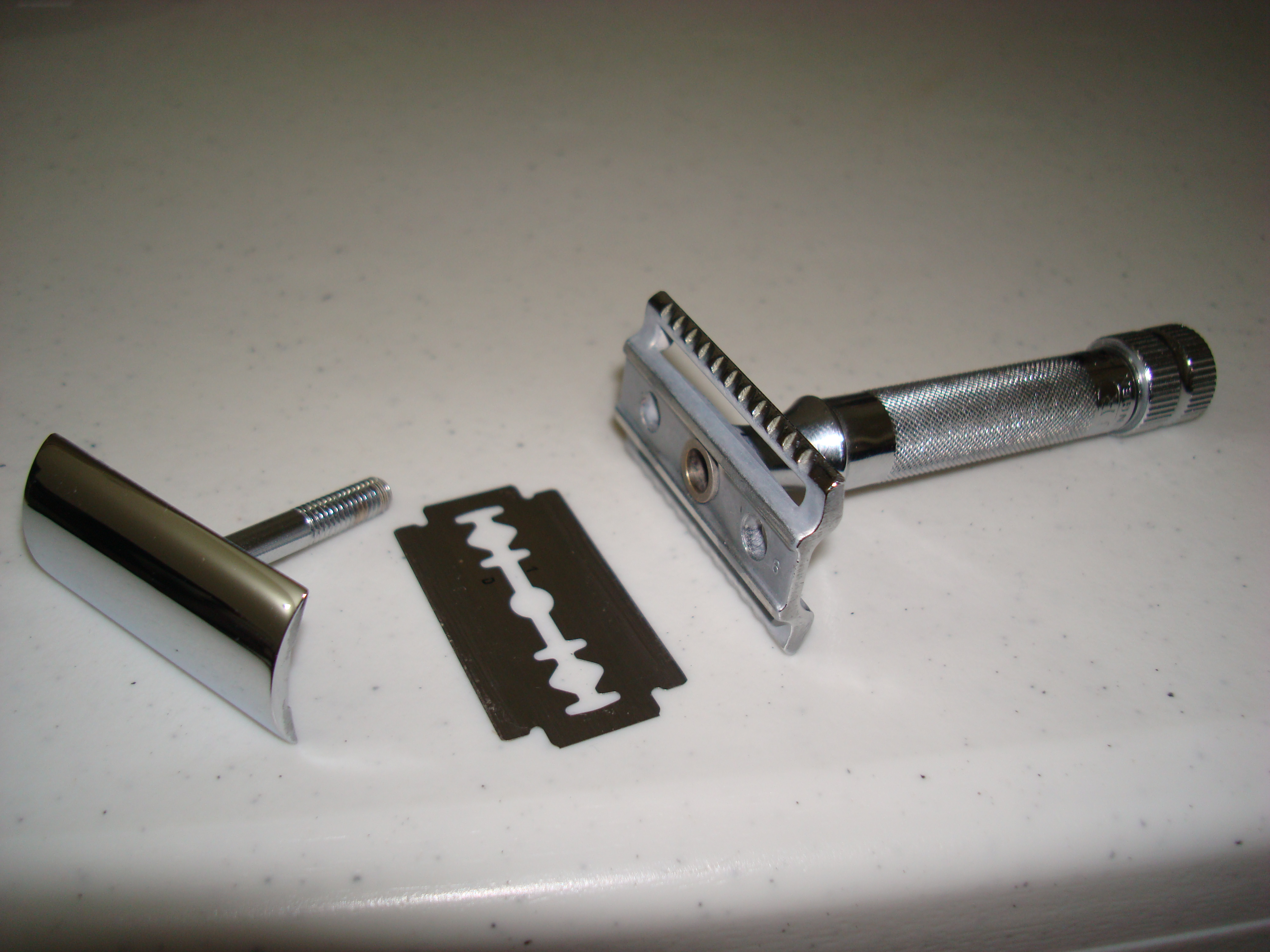
Maquineta de dues peces desarmada. La fulla (mig) es col·loca al capçal (esquerra) i s'uneix al mànec i la base (dreta).

Les maquinetes d'afaitar de fulla simple són molt diferents entre si depenent del model, fabricant, etc. Hi ha maquinetes més agressives que d'altres, ajustables i no ajustables, de pinta tancada o oberta, d'una, dues i tres peces, cadascuna amb la seva pròpia forma d'intercanviar les fulles.
Les maquinetes més clàssiques són de dues o tres peces, les quals es desarmen per a intercanviar-ne les fulles. Amb el temps i l'avenç en els seus mecanismes, es van inventar maquinetes d'una peça, en què només cal girar un pom ubicat al mànec a fi d'obrir el capçal de la maquineta.
Les maquinetes de pinta tancada són menys agressives i usades per homes amb poca a moderada barba, mentre que les de pinta oberta són més agressives i les prefereixen homes amb barba més abundosa. Per la seva banda, les maquinetes ajustables permeten a l'usuari canviar l'exposició de la fulla amb la pell i són perfectes per a tota mena de barba.

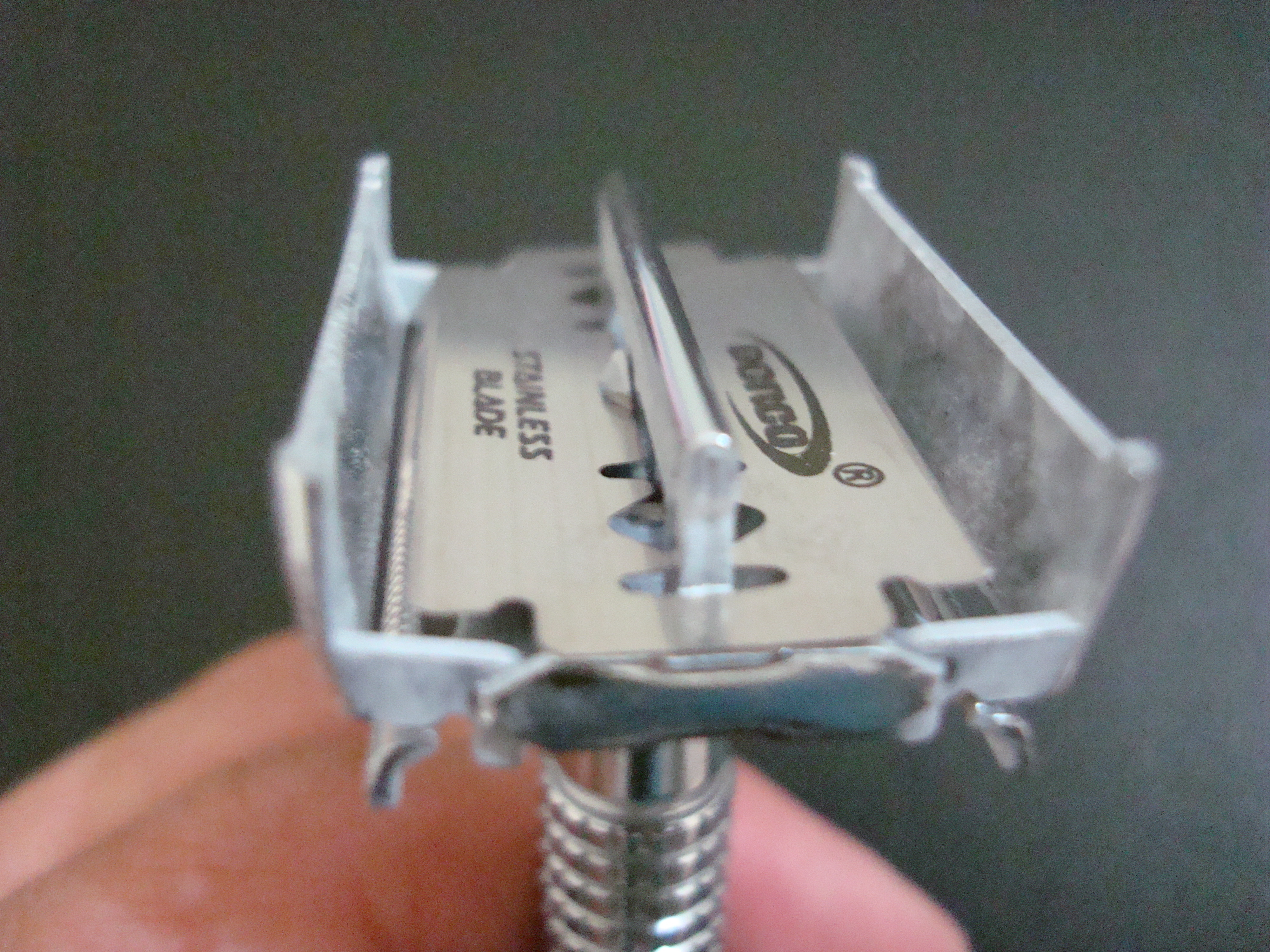
Maquineta d'una peça oberta i amb una fulla nova. Es gira un pom a la part inferior del mànec per a obrir i tancar el capçal.

### Ús actual
Aquest tipus de maquinetes clàssiques ofereixen una afaitada molt més tancada i amb menys irritació que les maquinetes de fulla múltiple. Actualment, homes d'arreu del món van descobrint-ne aquests avantatges, la qual cosa n'ha elevat significativament la demanda. L'únic sistema que ofereix una afaitada més tancada que les maquinetes clàssiques són les navalles d'afaitar mateixes.
En general, les maquinetes clàssiques d'afaitar són usades per entusiastes de l'afaitada gràcies als seus excel·lents resultats pel que fa a la qualitat de l'afaitada i poca irritació. Aquestes maquinetes són fabricades per empreses com Merkur (Alemanya), Feather (Japó), Parker (Índia), Edwin Jagger (Anglaterra), etc.
Una altra de les raons per les quals es continuen fent servir aquestes maquinetes és perquè el preu de les fulles és molt baix comparat amb els sistemes moderns multifulla i les maquinetes d'un sol ús. També perquè, en ser maquinetes completament metàl·liques i que les fulles no tinguin cap part plàstica, causen menys contaminació i són 100% biodegradables. A més, les maquinetes clàssiques d'una sola fulla solen usar-se juntament amb un sabó i una brotxa d'afaitar.

## Maquinetes de cartutx
El 1971, Gillette va llançar la primera maquineta amb dues fulles: Trac II. La companyia argumentava que amb dues fulles el resultat de l'afaitada seria més tancat per acció d'histèresi, on la primera fulla jala lleugerament el borrissol i la segona ho curta. Tanmateix, la certesa que això funcioni com a tal o no és objecte de discussió. Amb el temps, s'han desenvolupat maquinetes de tres, quatre i fins a cinc fulles, resultant els seus cartutxos de recanvi més cars a mesura que el nombre de fulles augmenta. Recentment, s'han introduït maquinetes multifulla que usen una bateria per produir vibracions les quals suposadament han de donar una afaitada més tancada.

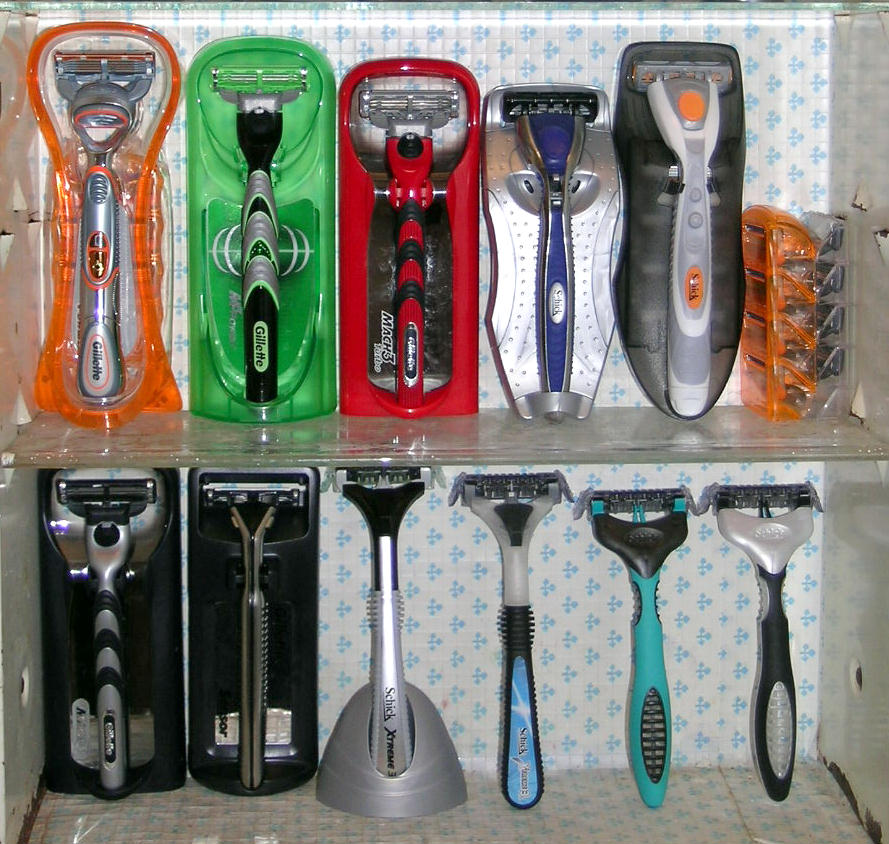
Diversos tipus de maquinetes de fulles múltiples.

## Maquinetes d'un sol ús

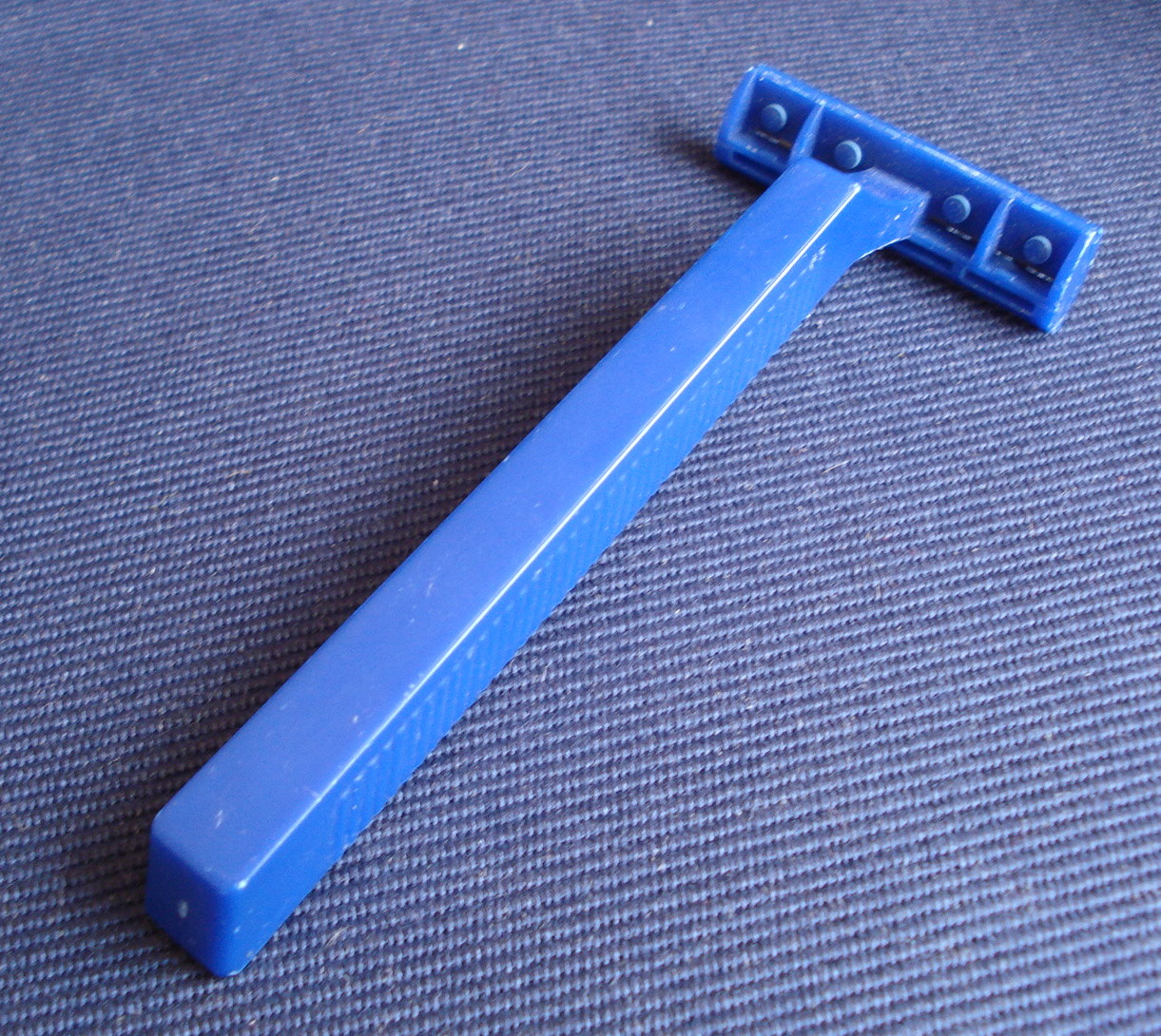
Maquineta un sol ús.

Les maquinetes un sol ús que permeten una o dues afaitades van aparèixer a la dècada de 1960 i es llença la unitat completa incloent el mànec.